# Episodi di Sui sentieri del West
La prima e unica stagione della serie televisiva Sui sentieri del West è andata in onda negli Stati Uniti dal 23 settembre 1968 al 5 maggio 1969 sulla ABC.
| nº | Titolo originale            | Prima TV USA      | Titolo italiano | Prima TV Italia |
| -- | --------------------------- | ----------------- | --------------- | --------------- |
| 1  | The Outcasts                | 23 settembre 1968 |                 |                 |
| 2  | A Ride to Vengeance         | 30 settembre 1968 |                 |                 |
| 3  | Three Ways to Die           | 7 ottobre 1968    |                 |                 |
| 4  | The Understanding           | 14 ottobre 1968   |                 |                 |
| 5  | Take Your Lover in the Ring | 28 ottobre 1968   |                 |                 |
| 6  | The Heroes                  | 11 novembre 1968  |                 |                 |
| 7  | My Name is Jemal            | 18 novembre 1968  |                 |                 |
| 8  | The Night Riders            | 25 novembre 1968  |                 |                 |
| 9  | The Heady Wine              | 2 dicembre 1968   |                 |                 |
| 10 | The Man from Bennington     | 16 dicembre 1968  |                 |                 |
| 11 | The Bounty Children         | 23 dicembre 1968  |                 |                 |
| 12 | They Shall Rise Up          | 6 gennaio 1969    |                 |                 |
| 13 | Alligator King              | 20 gennaio 1969   |                 |                 |
| 14 | The Candidates              | 27 gennaio 1969   |                 |                 |
| 15 | The Glory Wagon             | 3 febbraio 1969   |                 |                 |
| 16 | Act of Faith                | 10 febbraio 1969  |                 |                 |
| 17 | The Thin Edge               | 17 febbraio 1969  |                 |                 |
| 18 | Gideon                      | 24 febbraio 1969  |                 |                 |
| 19 | And Then There Was One      | 3 marzo 1969      |                 |                 |
| 20 | Hung for a Lamb             | 10 marzo 1969     |                 |                 |
| 21 | A Time of Darkness          | 24 marzo 1969     |                 |                 |
| 22 | The Town That Wouldn't      | 31 marzo 1969     |                 |                 |
| 23 | The Stalking Devil          | 7 aprile 1969     |                 |                 |
| 24 | Give Me Tomorrow            | 21 aprile 1969    |                 |                 |
| 25 | The Long Ride               | 28 aprile 1969    |                 |                 |
| 26 | How Tall is Blood?          | 5 maggio 1969     |                 |                 |

## The Outcasts
- Prima televisiva: 23 settembre 1968
- Diretto da: Robert Butler
- Scritto da: Ben Brady, Leon Tokatyan

### Trama
- Guest star: Slim Pickens (sergente), Burr deBenning (tenente), Gino Conforti (bandito), Warren Finnerty (Henderson)

## A Ride to Vengeance
- Prima televisiva: 30 settembre 1968
- Diretto da: Marc Daniels
- Scritto da: Harold Jack Bloom

### Trama
- Guest star: Erik Holland (Dobbs), Frank Marth (Roy Tanner), Diana Muldaur (Peg Skinner), Ken Lynch (sceriffo Lansford), Charles McGraw (Mose Skinner)

## Three Ways to Die
- Prima televisiva: 7 ottobre 1968
- Diretto da: Joseph Lejtes
- Scritto da: Edward J. Lakso

### Trama
- Guest star: James Gregory (sceriffo Giles), Paul Langton (Gregg Jeremy), Christopher Stone (Tom Jeremy)

## The Understanding
- Prima televisiva: 14 ottobre 1968
- Diretto da: Michael O'Herlihy
- Scritto da: Don Tait

### Trama
- Guest star: Jorge Moreno (capitano), Nico Minardos (tenente), William Mims (Murphy)

## Take Your Lover in the Ring
- Prima televisiva: 28 ottobre 1968
- Diretto da: Leo Penn
- Scritto da: Anthony Lawrence

### Trama
- Guest star: Walter Coy (sceriffo Patton), Virginia Gregg (Odette), John Dehner (colonnello Romulus), Gloria Foster (Sabine)

## The Heroes
- Prima televisiva: 11 novembre 1968
- Diretto da: Joseph Lejtes
- Scritto da: Daniel B. Ullman

### Trama
- Guest star: Royal Dano (Walt Madsen), Michael Margotta (Matt), James Westerfield (Blackburn)

## My Name is Jemal
- Prima televisiva: 18 novembre 1968
- Diretto da: Harvey Hart
- Scritto da: Gerry Day

### Trama
- Guest star: Charles Dierkop (Jeeter), James Michelle (Michel), Arthur Franz (Anse Farnum), John Marley (Bricker), Roy Jenson (Ben), Walter Brooke (Trask), James Edwards (Taggert)

## The Night Riders
- Prima televisiva: 25 novembre 1968
- Diretto da: Allen Reisner
- Scritto da: Richard Bluel

### Trama
- Guest star: Joan Hotchkis (Melissa), Jeff Pomerantz (Clay), Larry Gates (generale Carver), Isabel Cooley (Sophie), Steve Ihnat (Jeb Collins)

## The Heady Wine
- Prima televisiva: 2 dicembre 1968
- Diretto da: E. W. Swackhamer
- Scritto da: George Eckstein

### Trama
- Guest star: Lou Frizzell (dottor Traynor), Jan Burrell (Carrie), Kay Reynolds (Maggie), Logan Ramsey (Ab), William Watson (Carl Munson)

## The Man from Bennington
- Prima televisiva: 16 dicembre 1968
- Diretto da: Marc Daniels
- Scritto da: Gerry Day, Albert Aley

### Trama
- Guest star: Hayden Rorke (dottor Ellis), Jean-Michel Michenaud (Benjie), Michael Conrad (sergente McCracken), Kenneth Tobey (sceriffo Garrett), Don Keefer (Case), Richard Tate (Luther), Fritz Weaver (Sam Croft)

## The Bounty Children
- Prima televisiva: 23 dicembre 1968
- Diretto da: Marc Daniels
- Scritto da: Albert Aley

### Trama
- Guest star: Linda Sue Risk (Ellen), Dan Tobin (Coker), Charles Aidman (Dan Forrest), Michael Burns (Randy)

## They Shall Rise Up
- Prima televisiva: 6 gennaio 1969
- Diretto da: Marc Daniels
- Scritto da: Eric Bercovici

### Trama
- Guest star: William Bramley (Stretter), Sean McClory (Welch), Mort Mills (Tauber), Frank Ramírez (Martinez)

## Alligator King
- Prima televisiva: 20 gennaio 1969
- Diretto da: E. W. Swackhamer
- Scritto da: James M. Miller

### Trama
- Guest star: Jerry Daniels (Cat Dancing), John War Eagle (Shaman), William Wintersole (Krause), John Lawrence (Burns), Paul Mantee (Julbuta Mekko)

## The Candidates
- Prima televisiva: 27 gennaio 1969
- Diretto da: Leslie H. Martinson
- Scritto da: Don Brinkley

### Trama
- Guest star: Bill Walker (Samuel), Edward Faulkner (Willis), Grant Williams (John Mason), Madeleine Sherwood (Sue Ellen), Art Metrano (sceriffo Calloway), Susan Howard (Julie Mason)

## The Glory Wagon
- Prima televisiva: 3 febbraio 1969
- Diretto da: Herb Wallerstein
- Scritto da: Anthony Lawrence

### Trama
- Guest star: Nick Cravat (minatore), Mudcat Grant (padre), Ezekial Williams (Hickory), Bing Russell (Grainer), Jack Elam (Blacknet)

## Act of Faith
- Prima televisiva: 10 febbraio 1969
- Diretto da: Marc Daniels
- Scritto da: Harold Jack Bloom

### Trama
- Guest star: Ron Soble (Joe Lennox), Wright King (Fred Willard), Robert F. Simon (sceriffo Lockhart), Karl Swenson (Tom Reed), Susan Brown (Ann Willard), Brock Peters (Ben Prichard)

## The Thin Edge
- Prima televisiva: 17 febbraio 1969
- Diretto da: Paul Landres
- Scritto da: Richard Bluel

### Trama
- Guest star: George Clifton (Watson), Ross Hagen (Clay), Paul Fix (vecchio), Harry Carey, Jr. (sceriffo), Ida Lupino (Mrs. Blake)

## Gideon
- Prima televisiva: 24 febbraio 1969
- Diretto da: Marc Daniels
- Scritto da: Robert L. Goodwin

### Trama
- Guest star: Howard Caine (Sam Barnes), Rayford Barnes (Hank), Robert J. Wilke (sceriffo Gus), Lonny Chapman (Cecil), Charles Maxwell (Obie), Roscoe Lee Browne (Gideon)

## And Then There Was One
- Prima televisiva: 3 marzo 1969
- Diretto da: Joseph Lejtes
- Scritto da: Don Tait

### Trama
- Guest star: Arthur Hunnicutt, James Davidson (Kid Kiem), John Cullum (Pale Hands), Alejandro Rey (Miguel Otero), Harvey Jason (Limey)

## Hung for a Lamb
- Prima televisiva: 10 marzo 1969
- Diretto da: Robert Sparr
- Scritto da: Harold Jack Bloom

### Trama
- Guest star: John Zaremba (Remsen), Ed Peck (Jenner), Mike Road (Stan Sutton), Kevin Hagen (sceriffo), Tammy Grimes (Polly)

## A Time of Darkness
- Prima televisiva: 24 marzo 1969
- Diretto da: Allen Reisner
- Scritto da: Norman Katkov

### Trama
- Guest star: A. Martinez (nativo americano)

## The Town That Wouldn't
- Prima televisiva: 31 marzo 1969
- Diretto da: Allen Reisner
- Scritto da: Richard Bluel

### Trama
- Guest star: Robert F. Lyons (Pollard), Hilary Thompson (Bonnie), Pippa Scott (Augusta Barnes), Tom Palmer (Jessup), Dennis Cross (Tark), Michael Michaelian (Miguel), John Dennis (Binns), Leo Gordon (Mark Fenner), Ruth Roman (Jade)

## The Stalking Devil
- Prima televisiva: 7 aprile 1969
- Diretto da: Charles Rondeau
- Scritto da: William Wood

### Trama
- Guest star: Robert Phillips, Rodolfo Acosta (capo Frente), William Windom (Lafe Partman)

## Give Me Tomorrow
- Prima televisiva: 21 aprile 1969
- Diretto da: Paul Landres
- Scritto da: Ken Pettus

### Trama
- Guest star: Dick Sargent (Reece), Nancy Malone (Mavis), William Traylor (Todd Spencer), John Hoyt (Justin Hawley), Rodolfo Hoyos, Jr. (Emilio)

## The Long Ride
- Prima televisiva: 28 aprile 1969
- Diretto da: Robert Butler
- Scritto da: Leon Tokatyan

### Trama
- Guest star: Barbara Morrison (Mrs. Bayliss), Ted de Corsia (sceriffo), J. Pat O'Malley (Northingest Jim), William Bassett (Travers)

## How Tall is Blood?
- Prima televisiva: 5 maggio 1969
- Diretto da: Allen Baron
- Scritto da: Stephen Kandel

### Trama
- Guest star: Philip Bruns (marshal Gandy), H. M. Wynant (Bear Hunter), Parley Baer (portabandiera), Lilyan Chauvin (donna silente), Rex Holman (Crail)